# Isohypsibius elegans
Isohypsibius elegans är en djurart som tillhör fylumet trögkrypare, och som först beskrevs av Maria Grazia Binda och Giovanni Pilato 1971.  Isohypsibius elegans ingår i släktet Isohypsibius och familjen Hypsibiidae. Inga underarter finns listade i Catalogue of Life.